# Rhagio naganensis
Rhagio naganensis är en tvåvingeart som beskrevs av Akira Nagatomi 1952. Rhagio naganensis ingår i släktet Rhagio och familjen snäppflugor. Inga underarter finns listade i Catalogue of Life.